# Guess
Guess — американская розничная компания и одноимённый бренд мужской и женской одежды и аксессуаров, а также часов, ювелирных изделий, духов и обуви.

## История бренда
Основатель Жорж Марчиано и его братья — Морис, Арман и Поль переехали из Франции в Лос-Анджелес в 1981 году и открыли свой первый магазин в Беверли-Хиллз. Название торговой марки возникло случайно из рекламного слогана, ежедневно маячившего у них перед глазами по дороге на работу: «Guess what’s in our new Big Mac?», что в переводе означает: «Угадай, что включает в себя наш новый Биг Мак?» Это слово прочно засело в голове и вскоре стало наименованием здания на бульваре Олимпик, где расположилась штаб-квартира компании в двух шагах от рекламного щита, ставшего источником вдохновения.
Guess с его красным треугольным пятном, потертой джинсовой тканью и фирменной молнией, скользящей по каждой лодыжке, был официально запущен в конце 1981 года. Всего за один год продажи в магазине Bloomingdale и Guess Beverly Hills достигли 6 миллионов долларов и в 1985 году представил несколько черно-белых объявлений. Рекламные объявления получили множество наград «Clio».
Их лица включали в себя ряд супермоделей, таких как Клаудиа Шиффер, Анна Николь Смит, Ева Герцигова, Валерия Мазза, Кейт Аптон, Юлия Лескова и Летиция Каста, которые впервые достигли известности благодаря этим рекламным кампаниям.
В 1985 году в фильме Роберта Земекиса «Назад в будущее» Марти Макфлай носил характерную джинсовую одежду Guess, которая, как сообщается, была разработана специально для фильма.
В 1980-х годах Guess был одним из самых популярных брендов джинсовой одежды. Их фирменным стилем был потертый деним, светлый цвет, более мягкий и более облегающий фасон, чем у конкурентов. Компания была одной из первых, создавших дизайнерские джинсы. В то время как первые джинсы были для женщин, мужская линия дебютировала в 1983 году.
В 1984 году Guess представила свою новую линию часов, известных как «Guess», «Guess Steel» и «Guess Collection». Линия часов все ещё существует сегодня (хотя и под другими линиями продуктов), и к ней присоединился ряд других аксессуаров.
В 1984 году они также представили линию детской одежды под названием «Baby Guess». Линия теперь объединена с одеждой для малышей и детей под названием «GUESS kids».
В 1990-х годах Guess создал бренд под названием «Guess Home», в котором были представлены молодёжные высококачественные коллекции постельных принадлежностей (Бренд был первой компанией, которая упаковала каждую пару простыней, пуховых одеял и наволочек в упаковку, фактически изготовленную из листового материала, чтобы продемонстрировать, как на самом деле выглядел рисунок), а также ряд коллекций полотенец. К концу десятилетия продажи упали, и Guess прекратил свой бренд «Home».

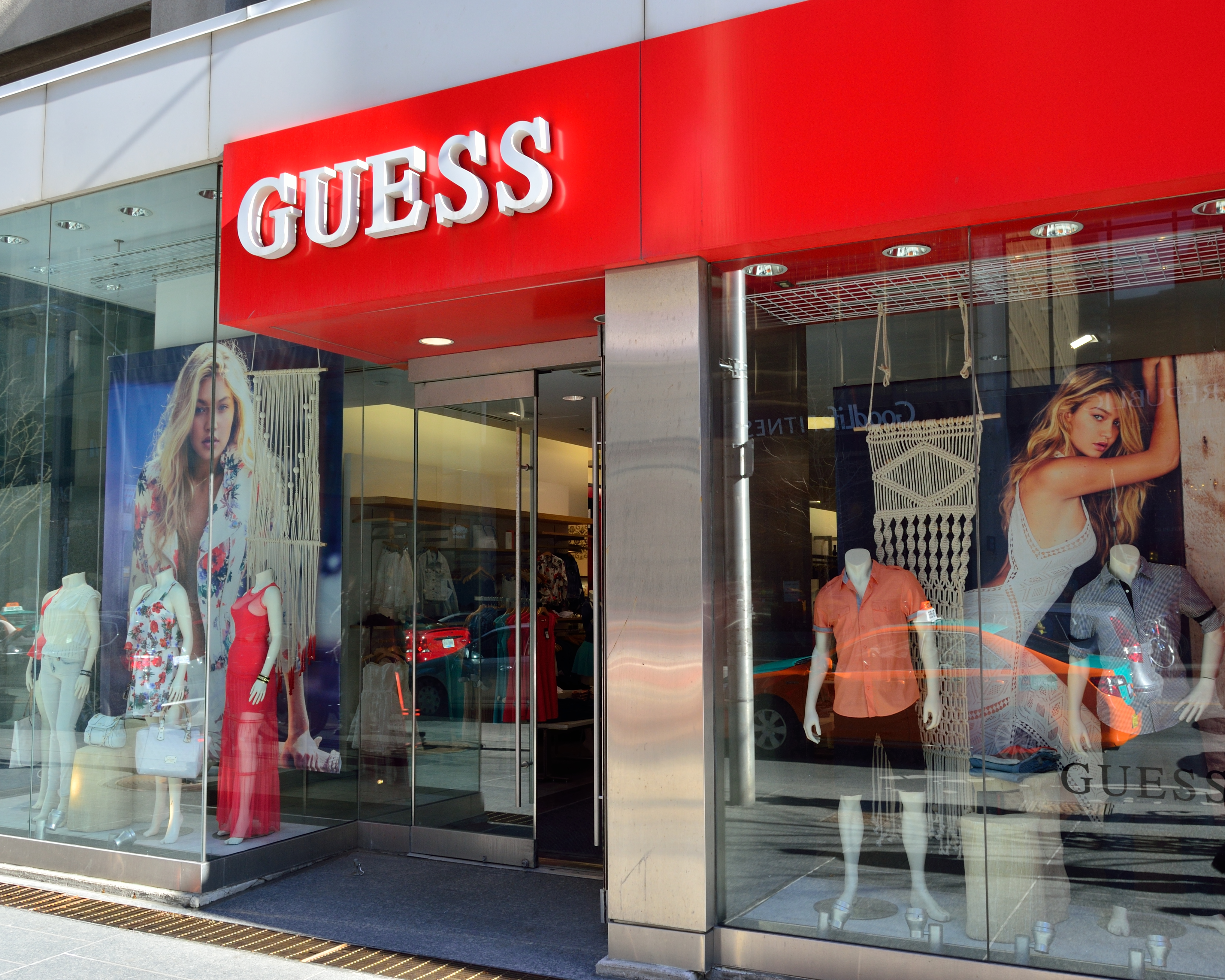
Guess в Торонто

В 2004 году Guess отпраздновал 20-летие своей коллекции часов, выпустив специальные часы Guess. Отдел аксессуаров также был значительно расширен, и несколько магазинов в Соединенных Штатах были перепроектированы.
Guess также создал коллекцию по более низкой цене, продаваемую исключительно через магазины. Также было представлено первое расширение бренда, расширенную линию женской одежды и аксессуаров под названием Marciano.
В 2005 году Guess начал маркетинг парфюмерии. Весной 2005 года компания представила парфюм «Guess for Women». Весной 2006 года бренд представил линию ароматов «Guess for Men».
В 2000-х годах Guess также продолжил выпуск линии одежды «Guess Kids», а в 2006 году Guess начал продвижение линии одежды для девочек и мальчиков через свои фабричные розничные магазины.
Компания работает во многих странах мира, большинство их магазинов расположены в США и Канаде.
У Guess есть лицензиаты и дистрибьюторы в Южной Америке, Европе, Азии, Африке, Австралии, Латинской Америке и на Ближнем Востоке.
В 2012 году, через 23 года после первого позирования для бренда, супермодель Клаудия Шиффер снова позировала для черно-белой рекламы Guess в честь 30-летия бренда.
В 2015 году было объявлено, что основатель Пол Марчиано уйдет с поста генерального директора и его заменит Виктор Эрреро.
В 2017 году экс-участник Fifth Harmony и певица Камила Кабелло были объявлены новыми лицами Guess.
С 2018 года лицом бренда является Дженнифер Лопес.
В феврале 2019 года Виктор Эрреро покинул пост генерального директора. На данный момент его место занимает Карлос Альберини.